# Polaribacter
Genre
Polaribacter est un genre de bactéries gram-négatives de la famille des Flavobacteriaceae.

## Description
Les bactéries marines du genre Polaribacter sont des bacilles à respiration aérobie. Elles peuvent parfois adopter une forme ovoïde, voire filamenteuse ou incurvée chez certaines espèces. Les espèces de ce genre sont psychrotolérantes et parfois psychrophiles ou mésophiles. Elles sont halophiles et sténohalines présentant la nécessité d'ions sodium ou magnésium pour leur croissance optimale. La coloration de Gram est négative.
Les résultats des réactions biochimiques oxydase et catalase sont positives. Polaribacter ne forme pas de pigments flexirubine mais produit des pigments caroténoïdes jaunes à orange.

## Liste des espèces
Selon LPSN (30 mai 2025), il existe 29 espèces de Polaribacter aux noms corrects et valides :
- Polaribacter aquimarinus Xu et al. 2020
- Polaribacter atrinae Hyun et al. 2014
- Polaribacter batillariae Jeong et al. 2022
- Polaribacter butkevichii Nedashkovskaya et al. 2006
- Polaribacter cellanae Jeong et al. 2022
- Polaribacter dokdonensis Yoon et al. 2006
- Polaribacter filamentus Gosink et al. 1998
- Polaribacter franzmannii Gosink et al. 1998
- Polaribacter gangjinensis Lee et al. 2011
- Polaribacter glomeratus (McGuire et al. 1988) Gosink et al. 1998
- Polaribacter haliotis Kim et al. 2016
- Polaribacter huanghezhanensis corrig. Li et al. 2014
- Polaribacter insulae Park et al. 2017
- Polaribacter irgensii Gosink et al. 1998
- Polaribacter lacunae Kang et al. 2017
- Polaribacter litorisediminis Park et al. 2017
- Polaribacter marinaquae Wang et al. 2016
- Polaribacter marinivivus Park et al. 2015
- Polaribacter marinus Kristyanto et al. 2022
- Polaribacter pacificus Wu et al. 2017
- Polaribacter pectinis Jeong et al. 2022
- Polaribacter ponticola Baek et al. 2024
- Polaribacter porphyrae Fukui et al. 2013
- Polaribacter reichenbachii Nedashkovskaya et al. 2013
- Polaribacter sejongensis Kim et al. 2013
- Polaribacter septentrionalilitoris Choo et al. 2020
- Polaribacter staleyi Nedashkovskaya et al. 2018
- Polaribacter tangerinus Han et al. 2017
- Polaribacter vadi Kim et al. 2017

## Taxonomie
Le nom correct complet (avec auteur) de ce taxon est Polaribacter Gosink et al. 1998.
L'espèce type de ce genre est Polaribacter filamentus Gosink et al. 1998.

### Étymologie
L'étymologie du nom de ce genre est la suivante : Po.lar.i.bac’ter. M.L. masc./fem. adj. polaris, appartenant aux pôles géographiques; N.L. masc. n. bacter, bacille; du Gr. neut. n. baktron, pour bâtonnet; N.L. masc. n. Polaribacter, bactérie en forme de bâtonnet d'une région polaire.